# Towarzystwo Opieki nad Starym Cmentarzem przy ulicy Ogrodowej w Łodzi
Towarzystwo Opieki nad Starym Cmentarzem przy ulicy Ogrodowej w Łodzi, TOnSC – organizacja zarejestrowana w listopadzie 1998, której celem jest ochrona historycznych wartości Starego Cmentarza w Łodzi.
Stowarzyszenie upowszechnia wiedzę o zabytkach cmentarza oraz potrzebę zachowania ich dla potomności. Otacza opieką cenne obiekty cmentarne i podejmuje prace konserwatorskie. Zajmuje się informowaniem społeczeństwa o stanie, w jakim znajdują się poszczególne obiekty, oraz interweniowaniem u władz w przypadku ich zagrożenia lub dewastacji.
Pierwszym prezesem był Stanisław Łukawski, a obecnie funkcję tę pełni Cezary Pawlak. 